# Silo proximus
Silo proximus là một loài trong họ Goeridae. Loài này phân bố ở miền Cổ bắc.